# Calamus calospathus
Calamus calospathus är en enhjärtbladig växtart som först beskrevs av Henry Nicholas Ridley, och fick sitt nu gällande namn av William John Baker och John Dransfield. Calamus calospathus ingår i släktet Calamus och familjen Arecaceae. Inga underarter finns listade i Catalogue of Life.